# Bachelor Party (videogioco)
Bachelor Party è un videogioco clone di Breakout a sfondo sessuale sviluppato e pubblicato da Mystique nel 1982 per Atari 2600. Uscì anche una versione con i ruoli uomo-donna invertiti, intitolata Bachelorette Party. I titoli significano "addio al celibato/nubilato".
All'uscita in nordamerica, la prima versione ricevette recensioni piuttosto negative e fu accusato di sessismo, sebbene molto meno di Custer's Revenge della stessa collana.

## Modalità di gioco
Il gioco è una versione semplificata di Breakout, dove la "palla" è un uomo nudo e i "mattoni" sono donne nude; l'uomo rimbalza avanti e indietro in orizzontale anziché in verticale. A destra, viene respinto dalle donne con cui si scontra e successivamente elimina dal gioco. A sinistra, una racchetta controllata dal giocatore (in realtà un contenitore di afrodisiaco - "Spanish Fly" nel manuale) rimanda l'uomo verso le donne.
Quando si entra nella mischia, il pene dell'uomo viene visto come eretto. Quando ritorna dopo uno scontro (e, presumibilmente, un rapporto sessuale) con una donna, o dopo aver colpito il muro opposto, il suo pene si abbassa; ritorna in posizione eretta quando l'uomo viene correttamente respinto dalla racchetta.
Ci sono due livelli di difficoltà, con 8 o con 16 donne per livello; nel secondo caso le donne avanzano anche lentamente durante il gioco.
Esiste anche una seconda versione del gioco, Bachelorette Party; non v'è alcuna differenza nel gameplay, ma gli sprite di gioco sono invertiti: il giocatore usa la racchetta per far rimbalzare una donna nuda verso uomini nudi.